# St.-Marien-Kirche (Bochum)

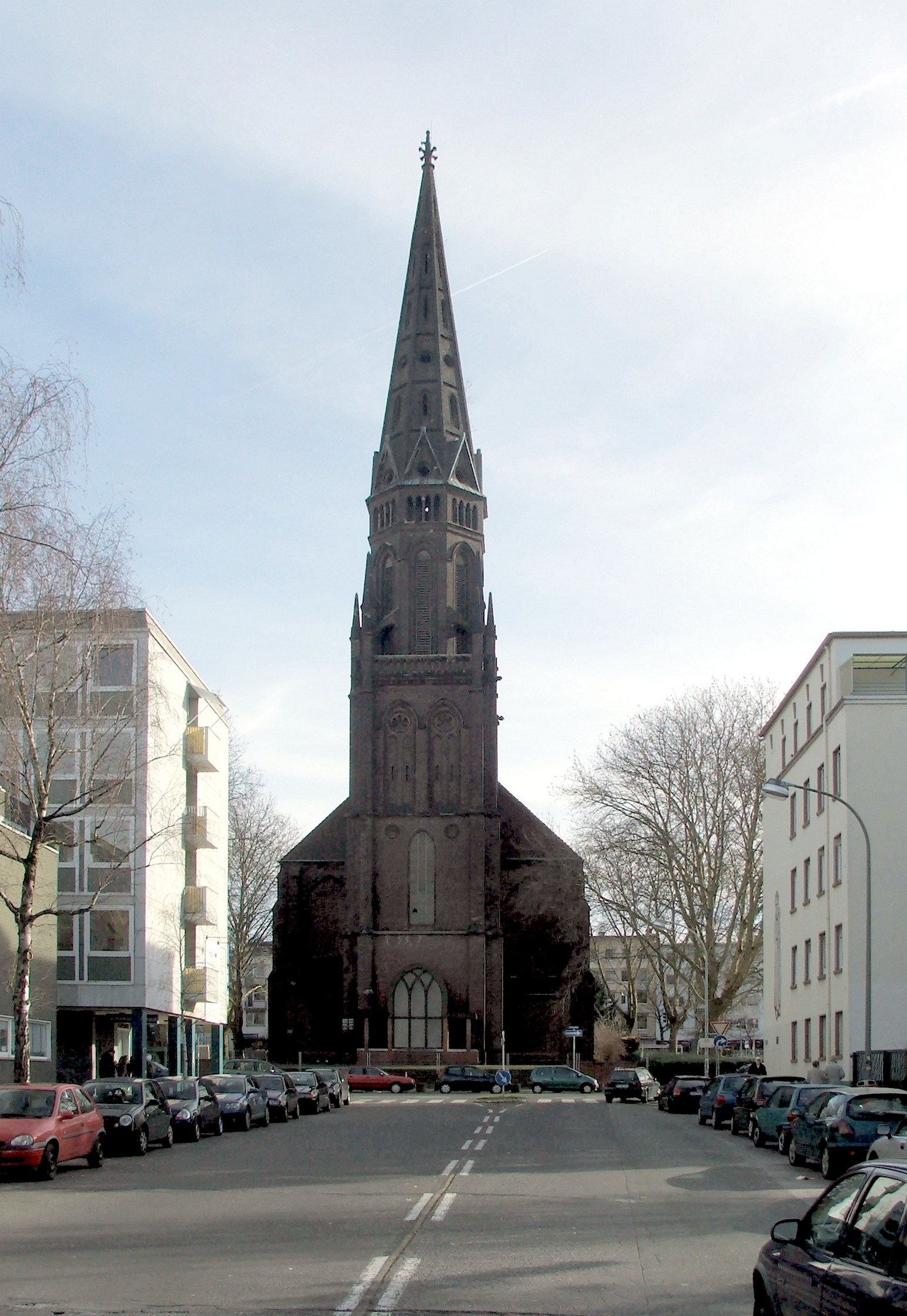
St. Marien (2007)

Die St.-Marien-Kirche ist eine profanierte römisch-katholische Kirche in Bochum-Mitte an der Humboldtstraße. Der Spitzhelm der neogotischen Backstein-Kirche ist etwa 70 Meter hoch. Ihre Lage markiert den Beginn der Westerweiterung der Bochumer Innenstadt.

## Geschichte
Der Kirchenbau erfolgte von 1868 bis 1872 zur Zeit des Kulturkampfes nach einem Entwurf des Architekten Gerhard August Fischer.

### Kriegszerstörung und Wiederaufbau

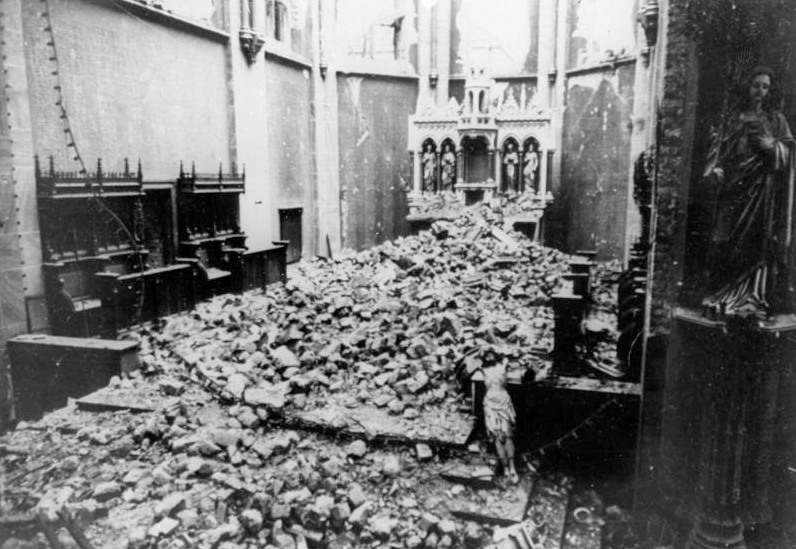
Trümmer in der Pfarrkirche St. Marien nach einem Bombenangriff 1943

Im Zweiten Weltkrieg wurde die Kirche bei einem Großangriff in der Nacht auf Pfingstsonntag vom 12. auf den 13. Juni 1943 von Bomben getroffen und brannte aus. Zuletzt wurde das Gebäude am 4. November 1944 getroffen. Beim Wiederaufbau 1951 unter dem Bochumer Architekten Kurt Hubert Vieth kam ein Arbeiter ums Leben. Die Kirche wurde am 3. Oktober 1953 erneut geweiht.

### Profanierung

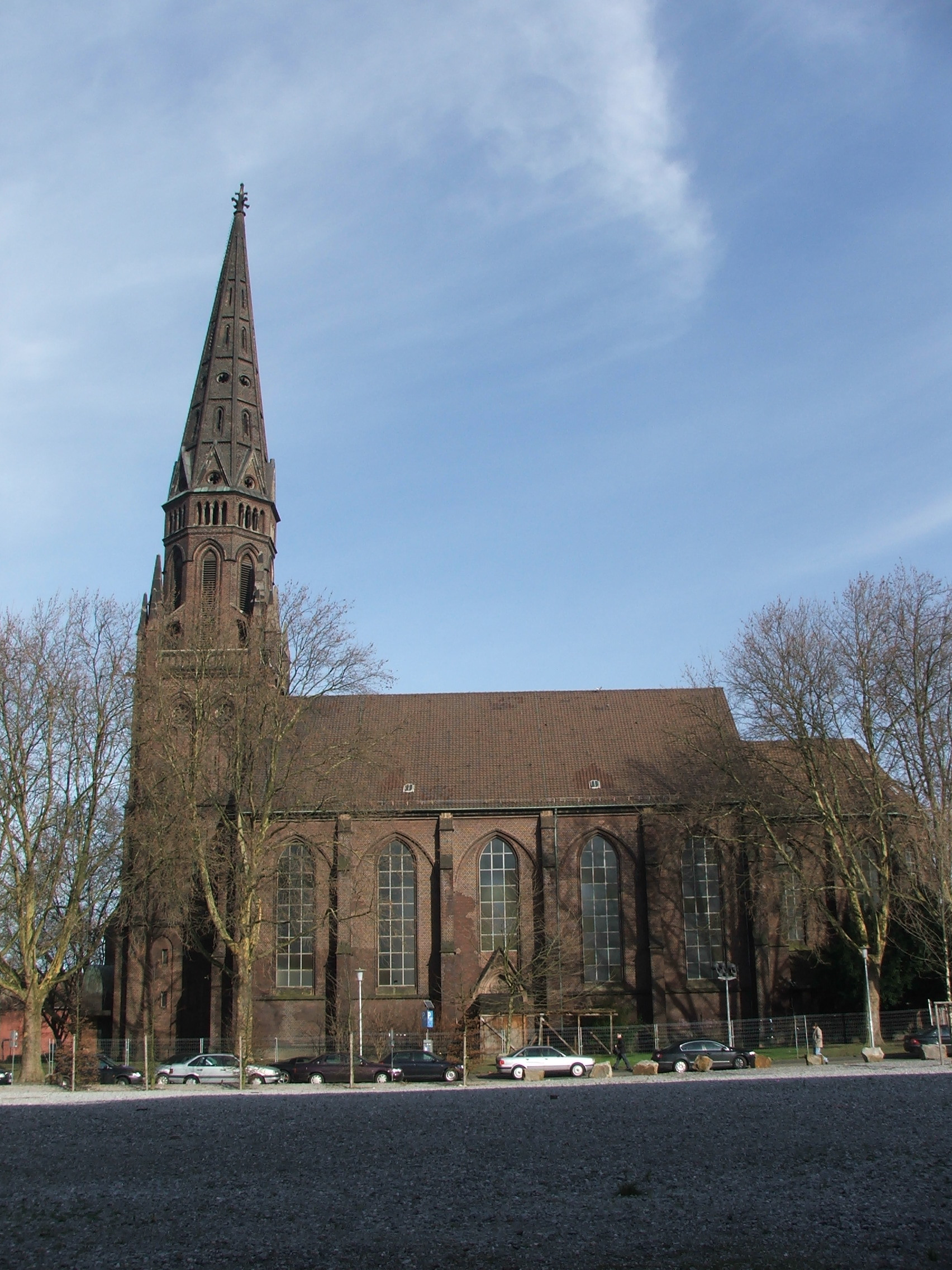
St. Marien (2007)

Im Mai 2000 wurde der Plan bekannt, die Kirche abzureißen und am 22. September 2002 feierte man die letzte Messe in der Pfarrkirche, die im selben Jahr profaniert wurde. Sie zählt damit zu den Kirchen, die bereits vor der Strukturreform im Bistum Essen aufgegeben wurde.
Die Kirche wurde geschlossen, die Fenster mit Glasmalereien von Heinrich Wilthelm, welche in der Glasmalerei Derix hergestellt worden waren, wurden ausgebaut und eingelagert. Kunsthistoriker und viele Gemeindemitglieder kämpften für den Erhalt der Marienkirche. Unterdessen war das Gebäude dem Verfall preisgegeben; wertvolle Wandmosaike wurden zum großen Teil zerstört. Zeitweise wurde der Umbau zu einem Seniorenheim oder zu einem Kammermusiksaal diskutiert. Von 2010 bis 2012 nutzte das Street-Art-Ensemble Urbanatix die Kirche als Trainingsstätte.

### Einbeziehung in das Musikzentrum Bochum

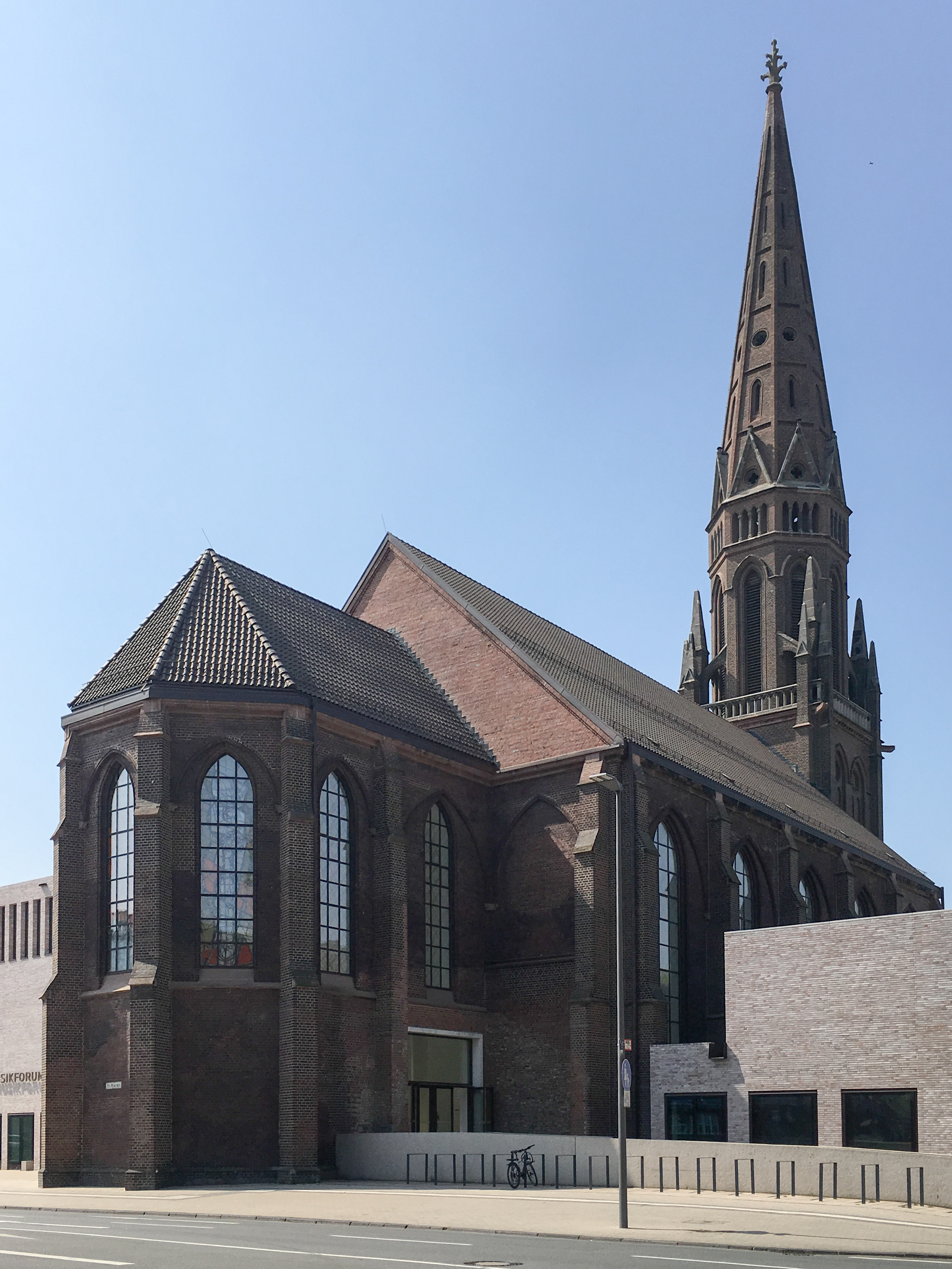
Marienkirche – heute Foyer des Musikzentrums Anneliese Brost Musikforum Ruhr (2018)

Schließlich fiel – nicht zuletzt dank des Einsatzes von Generalmusikdirektor Steven Sloane – die Entscheidung, auf dem Marienplatz neben der Kirche das Anneliese Brost Musikforum Ruhr u. a. als Spielstätte für die Bochumer Symphoniker zu bauen. Im Entwurf des Stuttgarter Büros Bez+Kock Architekten wurde die profanierte Marienkirche als Foyer zwischen den beiden Sälen (Konzertsaal und kleiner Saal) des im Oktober 2016 eröffneten Musikzentrums miteinbezogen. Der Haupteingang in das Musikforum erfolgt über die Süd- und Nordseite des Chores an der Viktoriastraße.